# Союз-10
Союз-10 — пілотований космічний корабель серії «Союз». Здійснено стикування з першою орбітальною станцією «Салют».

## Екіпаж
- Основний

Командир Шаталов Володимир Олександрович
Бортінженер Єлісеєв Олексій Станіславович
Інженер-дослідник Рукавишніков Микола Миколайович
- Дублерний

Командир Леонов Олексій Архипович
Бортінженер Кубасов Валерій Миколайович
Інженер-дослідник Колодін Петро Іванович
- Резервний

Командир Добровольський Георгій Тимофійович, Губарєв Олексій Олександрович
Бортінженер Волков Владислав Миколайович, Севастьянов Віталій Іванович
Інженер-дослідник Пацаєв Віктор Іванович, Воронов Анатолій Федорович.

## Політ
22 квітня 1971 року в 23:54:06 UTC з космодрому Байконур запущено КК Союз-10 з екіпажем Шаталов, Єлісеєв, Рукавишніков.
24 квітня в 01:47 UTC відбулося стикування КК Союз-10 з ОС Салют-1. Апарати були разом 5 годин 30 хвилин. Увійти на станцію екіпаж не зміг через несправність стикувального механізму.
В 07:17 UTC КК Союз-10 відстикувався від ОС Салют-1.
В 23:40:00 UTC КК Союз-10 здійснив посадку за 120 км на північний захід від міста Караганда.